# 猿投グリーンロード
猿投グリーンロード（さなげグリーンロード）は、愛知県豊田市力石町（力石インターチェンジ）を起点とし、同市八草町（八草インターチェンジ）を終点とする延長13.1 kmの一般有料道路。全線が愛知県道6号力石名古屋線に含まれる。道路管理者は愛知道路コンセッション。

## 概要

### 有料道路としての猿投グリーンロード
起点・終点を除く7か所のインターチェンジの内、5か所が八草インターチェンジ（IC）方面へのハーフインターチェンジとなっている。全料金所がETCに対応している。「軽車両等」の料金区分で、原動機付自転車も利用できる。また、トンネル区間（八草方面の車線）を除いた全区間には歩道が設置されており自転車や歩行者は無料で利用できる。
なお、八草IC - 八草東IC間および枝下IC - 力石IC間は車種に関わらず無料となっている。また、22時から翌日6時までは全区間で無料となる。

### 「グリーンロード」の呼称について
通常「猿投グリーンロード」と言う場合の定義・区間は上記の有料道路区間を指すが、もとは有料区間を含む力石ICから愛知郡長久手町（当時）を経由し、東名高速道路名古屋IC（愛知県名古屋市名東区）へ至る約20.6 kmの区間が、広義の猿投グリーンロードとして整備された区間であり、八草ICから名古屋IC交点までが一般道路（無料）区間となっている。そのため、特に長久手市内の一般道路区間においては「グリーンロード」の通称で呼ばれることがあり、沿線の店舗等の中には名称に「グリーンロード」を含むものが存在する。
一般道路区間は八草ICから長久手市の杁ヶ池交差点までが県道6号であり、同交差点以西は愛知県道60号名古屋長久手線の一部である。

## インターチェンジなど
- 全区間愛知県豊田市内に所在。
- 略字は、ICはインターチェンジ、TBは本線料金所、PAはパーキングエリアをそれぞれ示す。
- 路線名の特記がないものは市道。

| 施設名                             | 接続路線名                                                      | 起点から （km） | 備考               |
| ---------------------------------- | --------------------------------------------------------------- | --------------- | ------------------ |
| 力石IC                             | 国道153号（飯田街道）                                           | 0.0             |                    |
| 枝下IC                             | 愛知県道・岐阜県道11号豊田明智線                                | 1.4             |                    |
| 西広瀬IC                           |                                                                 | 2.2             | 八草方面出入口のみ |
| 西広瀬TB                           | -                                                               |                 | 本線料金所         |
| 西広瀬PA                           | -                                                               |                 |                    |
| 中山IC                             | 国道419号 C3東海環状自動車道豊田藤岡IC                          | 4.1             |                    |
| 猿投東IC                           | 愛知県道・岐阜県道13号豊田多治見線 C3東海環状自動車道豊田藤岡IC | 5.2             | 八草方面出入口のみ |
| 猿投IC                             | 愛知県道349号深見亀首線                                         | 5.5             | 八草方面出入口のみ |
| 加納IC                             |                                                                 | 6.4             | 八草方面出入口のみ |
| 八草TB                             | -                                                               |                 | 本線料金所         |
| 八草東IC                           | 愛知県道523号広久手八草線                                       | 12.3            | 八草方面出入口のみ |
| 八草IC                             | 国道155号（国道248号重複区間）                                  | 13.1            |                    |
| 愛知県道6号力石名古屋線 名古屋方面 |                                                                 |                 |                    |

## 沿革
- 1968年（昭和43年）5月17日 - 事業許可、工事着手[8]。
- 1972年（昭和47年）4月1日 - 豊田市力石町 - 愛知郡長久手町熊張間14.2 km供用開始[8]。
- 1973年（昭和48年）4月 - 愛知県から愛知県道路公社に移管[8]。
- 1985年（昭和60年）4月 - 西広瀬IC新設事業変更許可[8]。
- 1987年（昭和62年）10月 - 西広瀬PA新設事業変更許可[8]。
- 1988年（昭和63年）2月 - 西広瀬IC供用開始[8]。
- 1990年（平成2年）4月 - 西広瀬PA供用開始[8]。
- 1995年（平成7年）12月 - 中山IC - 八草IC間4車線化事業変更許可[8]。
- 1996年（平成8年）
  - 1月 - 中山IC - 八草IC間4車線化工事開始公告[8]。
  - 1月10日 - 八草IC - 長久手町熊張間1.1 kmを愛知県に移管[9]。
- 1998年（平成10年）12月 - 加納IC新設事業変更許可[8]。
- 2000年（平成12年）
  - 2月 - 猿投トンネル貫通[8]。
  - 4月 - 八草東IC新設事業変更許可[8]。
- 2001年（平成13年）8月7日 - 加納ICおよび猿投トンネル供用開始[10]。
- 2004年（平成16年）3月22日 - 中山IC - 八草IC間4車線化。
- 2005年（平成17年） - 八草東IC、猿投東IC供用開始。
- 2016年（平成28年）
  - 8月31日 - 愛知道路コンセッション（民間事業者）が愛知県道路公社と公共施設等運営権実施契約を締結[1]。
  - 10月1日 - 愛知道路コンセッションに移管。

## 路線状況

### 車線
| 区間            | 車線 上下線=上り線+下り線 |
| --------------- | ------------------------- |
| 力石IC - 中山IC | 2=1+1                     |
| 中山IC - 八草IC | 4=2+2                     |

### トンネル
- 猿投トンネル（加納IC - 八草東IC間下り線）：1,425m
  - 猿投トンネルは八草方面にのみ存在する。

### 通行料金
料金徴収期間は、1972年（昭和47年）4月1日から2029年（令和11年）6月22日までの予定。
ETCは利用可能である。
括弧内はその車両区分に含まれる代表的な車種を示している。
力石IC - 中山IC
西広瀬TBで徴収、力石IC - 枝下IC間の利用は無料。
- 普通車（小型・普通）：100円
- 中型車（マイクロバス）：150円
- 大型車（大型貨物自動車）：210円
- 特大車（観光バス）：360円
- 軽自動車等（軽自動車・二輪車）：100円
- 軽車両等（原動機付自転車）：20円

中山IC - 八草IC
八草TBで徴収、八草東IC - 八草IC間の利用は無料。
- 普通車：310円
- 中型車：360円
- 大型車：460円
- 特大車：770円
- 軽自動車等：210円
- 軽車両等：30円

### 道路管理者
- 愛知県：1972年（昭和47年）4月1日 - 1973年（昭和48年）4月
- 愛知県道路公社：1973年（昭和48年）4月 - 2016年（平成28年）9月30日
- 愛知道路コンセッション：2016年（平成28年）10月1日 -

## 地理

### 通過する自治体
- 愛知県
  - 豊田市

### 接続する高速道路
- 東海環状自動車道（中山ICおよび猿投東ICで間接接続）

## その他
夜間、交通量が少なくなる時間帯になると走り屋、ローリング族が集まるため、周囲から騒音の苦情が出ていたこと、また2018年（平成30年）1月から12月6日までの間、物損事故58件、人身事故3件が発生し事故が多発する傾向が見られたことから、愛知県警察は同年12月7日より可搬式の自動速度違反取締装置による取り締まりを始めた。
一般道路区間のうち、杁ヶ池交差点より西は県道60号の名古屋市内区間（広小路通・東山通）の延長として電線が地中化されている。また長久手インター交差点 - 陶磁資料館南駅付近の区間も、電線が地中化されている。
また、一般道路区間区間の八草IC - 杁ヶ池交差点までの間は、愛知高速交通東部丘陵線（リニモ）が並行して通っており、そのうち陶磁資料館南駅・長久手古戦場駅・杁ヶ池公園駅はグリーンロードの真上に駅がある。